# Decentraland
Decentraland是基于以太坊区块链的分散式3D虚拟现实平台；它于2020年2月向公众开放，由非营利性的Decentraland基金会监督。Decentraland由阿根廷人Ari Meilich和Esteban Ordano創辦。它在2017年的首次代币发行期間筹集了2600万美元 。